# Agrochola pistacinoides
Agrochola pistacinoides is een vlinder uit de familie uilen (Noctuidae). De wetenschappelijke naam is voor het eerst geldig gepubliceerd in 1867 door d'Aubuisson.
De soort komt voor in Europa.